# Temporada 1950-51 de la NBA
La temporada 1950-51 de la NBA fue la quinta en la historia de la liga. La temporada finalizó con Rochester Royals como campeones tras ganar a New York Knicks por 4-3. 

## Aspectos destacados
- La NBA perdió a seis equipos (Anderson Packers, Chicago Stags, Denver Nuggets, St. Louis Bombers, Sheboygan Red Skins y Waterloo Hawks) y pasó de 17 equipos a 11 antes de que comenzara la temporada. A mediados de campaña, Washington Capitols desapareció, por lo que el número de equipos de la liga bajaba a 10.
- El primer All-Star Game de la NBA, un escaparate para los mejores jugadores de la competición, se disputó en Boston, Massachusetts, con el Este venciendo al Oeste por 111-94. Ed Macauley, de Boston Celtics, fue galardonado con el primer MVP del All-Star Game de la NBA.

## Clasificaciones
| Equipo                | V  | D  | %V   | P    |
| --------------------- | -- | -- | ---- | ---- |
| Philadelphia Warriors | 40 | 26 | .606 | -    |
| Boston Celtics        | 39 | 30 | .565 | 2.5  |
| New York Knicks       | 36 | 30 | .545 | 4    |
| Syracuse Nationals    | 32 | 34 | .485 | 8    |
| Baltimore Bullets     | 24 | 42 | .364 | 16   |
| Washington Capitols   | 10 | 25 | .286 | 14.5 |

| Equipo                 | V  | D  | %V   | P  |
| ---------------------- | -- | -- | ---- | -- |
| Minneapolis Lakers     | 44 | 24 | .647 | -  |
| Rochester Royals C     | 41 | 27 | .603 | 3  |
| Fort Wayne Pistons     | 32 | 36 | .471 | 12 |
| Indianapolis Olympians | 31 | 37 | .456 | 13 |
| Tri-Cities Blackhawks  | 25 | 43 | .368 | 19 |

* V: Victorias
* D: Derrotas
* %V: Porcentaje de victorias
* P: Partidos de diferencia respecto a la primera posición
* C: Campeón

## Playoffs
|  | Semifinales de Conferencia | Semifinales de Conferencia | Semifinales de Conferencia |   |                    | Finales de Conferencia | Finales de Conferencia | Finales de Conferencia |  |    | Finales de la NBA | Finales de la NBA | Finales de la NBA |
|  |                            |                            |                            |   |                    |                        |                        |                        |  |    |                   |                   |                   |
|  | E1                         | Philadelphia Warriors      | 0                          |   |                    |                        |                        |                        |  |    |                   |                   |                   |
|  | E4                         | Syracuse Nationals         | 2                          |   |                    |                        |                        |                        |  |    |                   |                   |                   |
|  | E4                         | Syracuse Nationals         | 2                          |   | E4                 | Syracuse Nationals     | 2                      |                        |  |    |                   |                   |                   |
|  | Conferencia Este           |                            |                            |   | E4                 | Syracuse Nationals     | 2                      |                        |  |    |                   |                   |                   |
|  |                            | E3                         | New York Knicks            | 3 |                    |                        |                        |                        |  |    |                   |                   |                   |
|  | E2                         | E3                         | New York Knicks            | 3 | Boston Celtics     | 0                      |                        |                        |  |    |                   |                   |                   |
|  | E2                         |                            |                            |   | Boston Celtics     | 0                      |                        |                        |  |    |                   |                   |                   |
|  | E3                         | New York Knicks            | 2                          |   |                    |                        |                        |                        |  |    |                   |                   |                   |
|  | E3                         | New York Knicks            | 2                          |   |                    |                        |                        |                        |  | E3 | New York Knicks   | 3                 |                   |
|  |                            |                            |                            |   |                    |                        |                        |                        |  | E3 | New York Knicks   | 3                 |                   |
|  |                            | O2                         | Rochester Royals           | 4 |                    |                        |                        |                        |  |    |                   |                   |                   |
|  | O1                         | O2                         | Rochester Royals           | 4 | Minneapolis Lakers | 2                      |                        |                        |  |    |                   |                   |                   |
|  | O4                         | Indianapolis Olympians     | 1                          |   |                    |                        |                        |                        |  |    |                   |                   |                   |
|  | O4                         | Indianapolis Olympians     | 1                          |   | O1                 | Minneapolis Lakers     | 1                      |                        |  |    |                   |                   |                   |
|  | Conferencia Oeste          |                            |                            |   | O1                 | Minneapolis Lakers     | 1                      |                        |  |    |                   |                   |                   |
|  |                            | O2                         | Rochester Royals           | 3 |                    |                        |                        |                        |  |    |                   |                   |                   |
|  | O2                         | O2                         | Rochester Royals           | 3 | Rochester Royals   | 2                      |                        |                        |  |    |                   |                   |                   |
|  | O2                         |                            |                            |   | Rochester Royals   | 2                      |                        |                        |  |    |                   |                   |                   |
|  | O3                         | Fort Wayne Pistons         | 1                          |   |                    |                        |                        |                        |  |    |                   |                   |                   |

Negrita - Ganador de las series
cursiva - Equipo con ventaja de campo

## Estadísticas
| Categoría                    | Jugador                   | Equipo                                | Estadísticas |
| ---------------------------- | ------------------------- | ------------------------------------- | ------------ |
| Puntos por partido           | George Mikan              | Minneapolis Lakers                    | 28.4         |
| Rebotes por partido          | Dolph Schayes             | Syracuse Nationals                    | 16.4         |
| Asistencias por partido      | Dick McGuire Andy Phillip | New York Knicks Philadelphia Warriors | 6.3          |
| Porcentaje de tiros de campo | Alex Groza                | Indianapolis Olympians                | 47.0         |
| Porcentaje de tiros libres   | Joe Fulks                 | Philadelphia Warriors                 | 85.5         |

## Premios
- Primer Quinteto de la Temporada
  - Alex Groza, Indianapolis Olympians
  - Ralph Beard, Indianapolis Olympians
  - Bob Davies, Rochester Royals
  - George Mikan, Minneapolis Lakers
  - Ed Macauley, Boston Celtics

- Segundo Quinteto de la Temporada
  - Dick McGuire, New York Knicks
  - Joe Fulks, Philadelphia Warriors
  - Frank Brian, Tri-Cities Blackhawks
  - Vern Mikkelsen, Minneapolis Lakers
  - Dolph Schayes, Syracuse Nationals